# Pays-Bas aux Jeux paralympiques d'hiver de 2018
Les Pays-Bas participent aux Jeux paralympiques d'hiver de 2018 à Pyeongchang, en Corée du Sud, du 9 au 18 mars 2018. Il s'agit de la neuvième participation de ce pays aux Jeux paralympiques d'hiver.

## Composition de l'équipe
La délégation néerlandaise est composée de 10 athlètes prenant part aux compétitions dans 2 sports.

### Ski alpin
- Linda van Impelen
- Anna Jochemsen
- Jeroen Kampschreur
- Niels de Langen
- Jeffrey Stuut

### Snowboard
- Lisa Bunschoten
- Enya van Egmond
- Bibian Mentel-Spee
- Chris Vos
- Fox Chris